# Datorsystem
Ett datorsystem (eng: computer system) är ett system av hårdvara och mjukvara som behandlar data på ett meningsfullt sätt. Ett förhållandevis enkelt datorsystem är en PC. Ett mer komplext system är internet. Även den enklaste datorn kan sägas vara ett datorsystem eftersom två delar (hårdvara och mjukvara) måste samarbeta. Den verkliga betydelsen av datorsystem kommer med sammankoppling för att få större system. Sammankoppling av olika delar kan vara besvärligt beroende på hur bra de är anpassade till varandra. För att det skall vara enklare att koppla ihop system så finns det regler (protokoll eller elektriska specifikationer) som gör att de passar varandra (är kompatibla). Ihopkopplingen sker i ett gränssnitt som kan vara standardiserat av internationella organisationer eller enskilda personer och företag.